# Ermanno II di Turingia
Ermanno II di Turingia (Creuzburg, 28 marzo 1222 – Creuzburg, 3 gennaio 1241) è stato un nobile tedesco, langravio di Turingia.

## Biografia
Ermanno era figlio di Ludovico IV di Turingia e di Elisabetta d'Ungheria. Alla morte del padre aveva solo 4 anni, perciò il langraviato venne retto dallo zio Enrico Raspe. Nel 1238 venne fidanzato con Margherita di Sicilia, figlia di Federico II di Svevia. Nel 1239 il fidanzamento venne annullato ed Ermanno sposò Elena, figlia di Ottone I di Brunswick-Lüneburg. Ermanno morì nel 1241, senza aver mai regnato. Gli succedette lo zio Enrico.

## Ascendenza
|                         |                     |                          | Genitori                         |  |  | Nonni |  |  | Bisnonni                |  |  | Trisnonni              |  |
|                         |                     |                          |                                  |  |  |       |  |  | Ludovico II di Turingia |  |  | Ludovico I di Turingia |  |
|                         |                     |                          |                                  |  |  |       |  |  | Ludovico II di Turingia |  |  | Ludovico I di Turingia |  |
|                         |                     | Edvige di Gudensberg     |                                  |  |  |       |  |  | Ludovico II di Turingia |  |  |                        |  |
| Ermanno I di Turingia   |                     |                          |                                  |  |  |       |  |  | Ludovico II di Turingia |  |  |                        |  |
|                         |                     | Giuditta di Hohenstaufen | Federico II di Svevia            |  |  |       |  |  |                         |  |  |                        |  |
|                         |                     | Giuditta di Hohenstaufen | Federico II di Svevia            |  |  |       |  |  |                         |  |  |                        |  |
|                         |                     | Giuditta di Hohenstaufen | Agnese di Saarbrücken            |  |  |       |  |  |                         |  |  |                        |  |
| Ludovico IV di Turingia |                     | Giuditta di Hohenstaufen |                                  |  |  |       |  |  |                         |  |  |                        |  |
|                         |                     | Ottone I di Baviera      | Ottone IV di Wittelsbach         |  |  |       |  |  |                         |  |  |                        |  |
|                         |                     | Ottone I di Baviera      | Ottone IV di Wittelsbach         |  |  |       |  |  |                         |  |  |                        |  |
|                         |                     | Ottone I di Baviera      | Heilika di Pettendorf-Lengenfeld |  |  |       |  |  |                         |  |  |                        |  |
| Sofia di Wittelsbach    |                     | Ottone I di Baviera      |                                  |  |  |       |  |  |                         |  |  |                        |  |
|                         |                     | Agnese di Loon           | Luigi I di Loon                  |  |  |       |  |  |                         |  |  |                        |  |
|                         |                     | Agnese di Loon           | Luigi I di Loon                  |  |  |       |  |  |                         |  |  |                        |  |
|                         |                     | Agnese di Loon           | Agnese di Metz                   |  |  |       |  |  |                         |  |  |                        |  |
| Ermanno II di Turingia  |                     | Agnese di Loon           |                                  |  |  |       |  |  |                         |  |  |                        |  |
|                         | Béla III d'Ungheria | Géza II d'Ungheria       |                                  |  |  |       |  |  |                         |  |  |                        |  |
|                         | Béla III d'Ungheria | Géza II d'Ungheria       |                                  |  |  |       |  |  |                         |  |  |                        |  |
|                         | Béla III d'Ungheria | Eufrosina di Kiev        |                                  |  |  |       |  |  |                         |  |  |                        |  |
| Andrea II d'Ungheria    | Béla III d'Ungheria |                          |                                  |  |  |       |  |  |                         |  |  |                        |  |
|                         |                     | Agnese d'Antiochia       | Rinaldo di Châtillon             |  |  |       |  |  |                         |  |  |                        |  |
|                         |                     | Agnese d'Antiochia       | Rinaldo di Châtillon             |  |  |       |  |  |                         |  |  |                        |  |
|                         |                     | Agnese d'Antiochia       | Costanza d'Antiochia             |  |  |       |  |  |                         |  |  |                        |  |
| Elisabetta d'Ungheria   |                     | Agnese d'Antiochia       |                                  |  |  |       |  |  |                         |  |  |                        |  |
|                         |                     | Bertoldo IV d'Andechs    | Bertoldo I d'Istria              |  |  |       |  |  |                         |  |  |                        |  |
|                         |                     | Bertoldo IV d'Andechs    | Bertoldo I d'Istria              |  |  |       |  |  |                         |  |  |                        |  |
|                         |                     | Bertoldo IV d'Andechs    | Edvige di Wittelsbach            |  |  |       |  |  |                         |  |  |                        |  |
| Gertrude di Merania     |                     | Bertoldo IV d'Andechs    |                                  |  |  |       |  |  |                         |  |  |                        |  |
|                         |                     | Agnese di Rochlitz       | Dedi III di Lusazia              |  |  |       |  |  |                         |  |  |                        |  |
|                         |                     | Agnese di Rochlitz       | Dedi III di Lusazia              |  |  |       |  |  |                         |  |  |                        |  |
|                         |                     | Agnese di Rochlitz       | Matilde di Heinsberg             |  |  |       |  |  |                         |  |  |                        |  |
|                         |                     | Agnese di Rochlitz       |                                  |  |  |       |  |  |                         |  |  |                        |  |